# Dampskibsselskabet Norden
Dampskibsselskabet NORDEN er en dansk rederivirksomhed. Selskabet blev grundlagt i 1871 og er et af Danmarks ældste internationalt arbejdende rederier. Selskabet opererer omkring 250 tørlast- og tankskibe.
Dampskibsselskabet NORDEN blev grundlagt af Mads Christian Holm, der ledede selskabet til sin død i 1892.
Hovedkontoret ligger på Strandvejen i Hellerup nord for København, men selskabet har afdelinger i Singapore, Shanghai, Annapolis, Rio de Janeiro, Melbourne, Santiago og Mumbai. Selskabet beskæftiger ca. 305 medarbejdere på kontorerne og 673 på skibene.
Selskabet er noteret på Københavns Fondsbørs og lå fra december 2007 til december 2010 og igen fra sommeren 2011 til december 2011 i børsens C20-indeks.